# キャント・バイ・ア・スリル
『キャント・バイ・ア・スリル』(Can't Buy A Thrill)は、アメリカ合衆国のロックバンド、スティーリー・ダンのファーストアルバム。1972年にABCレコードよりリリースされた。
このアルバムは、ヒットチャートで最高17位まで上昇し、プラチナ・ディスクを獲得した。
収録曲のうち「ドゥ・イット・アゲイン」と「リーリン・イン・ジ・イヤーズ」が、シングルチャートでそれぞれ6位、11位に入賞している。
『ローリング・ストーン誌が選ぶオールタイム・ベストアルバム500』に於いて、168位にランクイン。

## 概要
アルバム・タイトルの Can't Buy A Thrill は、ボブ・ディランの楽曲「悲しみは果てしなく」(It Takes a Lot to Laugh, It Takes a Train to Cry)（アルバム『追憶のハイウェイ 61』収録）の歌詞から抜粋されたもの。
2チャンネルのノーマル・ステレオ盤と、4チャンネルステレオ・ミックスの2種類がリリースされた。2つのミックスの間には、「リーリン・イン・ジ・イヤーズ」の間奏のリードギター・パートなどいくつかの大きな差がある。
アルバムカバーは、通りで客を待つ売春婦の写真をコラージュしたもの。これはアルバムタイトルに引っかけて選ばれたイメージだが、スペインでは発売禁止になり、バンドの演奏スナップに差し替えられた。

ウォルター・ベッカーとドナルド・フェイゲンは、1976年発表のアルバム『幻想の摩天楼』（ビルが怪物の姿になっているアルバム・カバーのデザイン）再リリースの際、そのライナーノーツで、「（『キャント・バイ・ア・スリル』以外で）1970年代における最も恐ろしいアルバムカバー」とそれを評した。

## 収録曲
| 全作曲: Walter BeckerとDonald Fagen。 |                                                                      |       |                             |      |
| #                                     | タイトル                                                             | 作詞  | 作曲・編曲                  | 時間 |
| 1.                                    | 「ドゥ・イット・アゲイン」(Do It Again)                              |       | Walter BeckerとDonald Fagen | 5:56 |
| 2.                                    | 「ダーティ・ワーク」(Dirty Work)                                     |       | Walter BeckerとDonald Fagen | 3:08 |
| 3.                                    | 「キングス」(Kings)                                                  |       | Walter BeckerとDonald Fagen | 3:45 |
| 4.                                    | 「ミッドナイト・クルーザー」(Midnight Cruiser)                       |       | Walter BeckerとDonald Fagen | 4:08 |
| 5.                                    | 「オンリー・ア・フール」(Only a Fool Would Say That)                 |       | Walter BeckerとDonald Fagen | 2:57 |
| 6.                                    | 「リーリン・イン・ジ・イヤーズ」(Reelin' in the Years)               |       | Walter BeckerとDonald Fagen | 4:37 |
| 7.                                    | 「ファイア・イン・ザ・ホール」(Fire in the Hole)                     |       | Walter BeckerとDonald Fagen | 3:28 |
| 8.                                    | 「ブルックリン」(Brooklyn (Owes the Charmer Under Me))               |       | Walter BeckerとDonald Fagen | 4:21 |
| 9.                                    | 「チェンジ・オブ・ザ・ガード」(Change of the Guard)                  |       | Walter BeckerとDonald Fagen | 3:39 |
| 10.                                   | 「ハートビート・オーバー・アゲイン」(Turn That Heartbeat Over Again) |       | Walter BeckerとDonald Fagen | 4:58 |
| 合計時間:                             | 合計時間:                                                            | 40:39 |                             |      |

## レコーディング・メンバー

### スティーリー・ダン
- ドナルド・フェイゲン - ピアノ、エレクトリックピアノ、プラスチックオルガン、ボーカル
- ウォルター・ベッカー - ベース、ボーカル
- ジェフ・"スカンク"・バクスター - ギター、ペダル・スティール・ギター
- デニー・ダイアス - ギター、エレクトリックシタール
- ジム・ホッダー - ドラムス、パーカッション、ボーカル
- デイヴィッド・パーマー - ボーカル

### スタジオ・ミュージシャン
- ヴィクター・フェルドマン - パーカッション
- エリオット・ランドール - ギター
- ジェローム・リチャードソン - テナーサクソフォーン
- スヌーキー・ヤング - フリューゲルホルン
- ヴェネッタ・フィールズ - バックグラウンドボーカル
- クライディ・キング - バックグラウンドボーカル
- シャーリー・マシューズ - バックグラウンドボーカル

## 制作
- プロデューサー：ゲイリー・カッツ
- エンジニア：ロジャー・ニコルズ